# Cá mập sọc trắng
Cá mập sọc trắng (danh pháp hai phần: Carcharhinus amblyrhynchos) là một loài cá mập phân bố ở các vùng biển Thái Bình Dương và Ấn Độ Dương và vùng biển phía Đông châu Phi, ở Việt Nam, cá mập sọc trắng xuất hiện ở các vùng biển như Quy Nhơn, Khánh Hòa. Loài cá này có kích cỡ tương đối lớn, chỉ tính riêng con cá mập trắng đã bị ngư dân Việt Nam câu được ở vùng biển Quy Nhơn trong tháng 7/2011 thì đã có cân nặng nặng 37,5 kg và chiều dài 178 cm, vòm miệng rộng 16,5 cm, toàn thân sọc trắng. Cá thường tập trung đến để tìm kiếm thức ăn ở các bãi đá ngầm, bãi rạn vốn vì có nhiều loại cá nhỏ sinh sống. Vào khoảng hai mùa xuân - hè, có thể loài cá này vào gần bờ để sinh sản, tìm kiếm mồi, rồi sau đó trở lại khơi. Trong các loài cá mập thì đây là loài rất dữ và dễ tấn công người. Tại Việt Nam, cá mập sọc trắng thường xuyên tấn công người tại bãi tắm Quy Nhơn.